# Stade de Suisse
Stade de Suisse je stadion u glavnom švicarskom gradu Bernu. Izgrađen je za potrebe Europskoga nogometnoga prvenstva, koje se 2008. održalo u Austriji i Švicarskoj. Drugi je po veličini stadion u Švicarskoj, i ima kapacitet od 31 907 gledatelja. Izgrađen je na mjestu staroga Wankdorfa, koji je srušen 2001., da bi se 4 godine kasnije otvorio novi današnji Stade de Suisse. Svečano otvorenje stadiona bilo je 30. srpnja 2005. Ukupna cijena izgradnje ovoga stadiona bila je oko 350 milijuna CHF. Za vrijeme Europskoga nogometnoga prvenstva 2008. na ovomu su se stadionu odigrale utakmice skupine C.
| Prethodnik:  | Domaćin finala Kupa prvaka 1961. | Nasljednik:       |
| Hampden Park | Domaćin finala Kupa prvaka 1961. | Olympisch Stadion |